# ぽっちゃり
ぽっちゃりとは、顔や体つきがふっくらとして愛らしいさま。特に、太めの若い女性を好意的に捉える概念として用いられることが多い。

## 定義
「肥満」やその侮蔑語である「デブ」との違いについて明確な基準は存在せず、「肉付きがよいがデブというほどではない者」を指すという意見と、「デブの好意的表現」であるという意見とでしばしば議論の的となる。

## 歴史

### 日本
2000年代以降に日本のメディアで「太め」を「ぽっちゃり」と言い換えて、「肥満した女性」を好意的に取り上げる機会が増した。この現象について、痩身女性のみが美しいとされてきた従来の価値観が揺らいできたためとの指摘がある。
2007年には石川遼の「ハニカミ王子」に対抗して、ジュニアゴルファーの古田幸希が「ぽっちゃり王子」と呼ばれた。
2008年にセシールが大きいサイズのレディース通販ブランド「plump（プランプ）」を開始した。
2011年に「花とゆめ」でぽっちゃり体型の女子高生とぽっちゃりマニアの男子高生を主人公とする「ぽちゃまに」が読みきりで掲載され、翌2012年に連載が開始された。2013年にはキャンペーンの一環で「ぽっちゃり普及委員会」が発足して初代会長にはアジアンの馬場園梓が就任した。
2013年に「日本初のぽっちゃり女子向けのファッション誌」をコンセプトにぶんか社が「la farfa」を創刊した。創刊号には渡辺直美が起用された。
2019年、ぽっちゃり好きを公言するプロレスラー兼映像作家の今成夢人のプロデュースで「ぽっちゃり女子プロレス」が旗揚げした。今成は2017年に「豊満女性」を扱った自主映画「ビヨンド・ザ・ファット」を監督、第18回TAMA NEW WAVE「ある視点」部門に選ばれている。

### 欧米
肥満女性を好意的に捉える動き「肥満受容運動」は1967年にニューヨークのセントラル・パークで開かれた肥満の社会的不名誉に対する抗議集会が最初とされる。
現代の欧米ファッション文化においては、「Big Beautiful Woman」のスローガンを冠して米国人女性キャロル・ショウが1979年に創刊した雑誌「BBW Magazine」や、1981年に婦人服チェーンレーン・ブライアントが創刊した「It's Me magazine」が先駆けとされる。その後、「BBW」という略語は本来の用途を離れてポルノ用語の「デブ専」の意味で普及している。
1989年にはアメリカの老舗通販カタログ「シュピーゲル」がキャンペーンガールとしてプラスサイズモデルのリンダ・アローズと専属契約を結んだ。
1990年代には欧米のファッション業界が「政治的に正しく多様性に目を向けていることを示すため」にプラスサイズモデルを起用し始める。1996年には一時期摂食障害でファッションモデルを休業していたケイト・ディロン・レビンがプラスサイズモデルとして復活して「ヴォーグ」に起用された。
2000年代には米国のアパレル産業のプラスサイズ市場が急成長を遂げる。2005年には、ドルチェ&ガッバーナがファッションショーでプラスサイズモデルのクリスタル・レンを起用して話題となった。

## 評価・批判
肥満でありながら自信に満ちた芸能人やモデルの活躍により肥満女性のイメージの肯定的変換に役立ったという意見がある。
欧米のファッション業界が太めの女性を起用する動きは、若年層の摂食障害の原因がファッション業界にあるとの批判をかわすためのアリバイに過ぎないとの見方がある。
デザイナのカール・ラガーフェルドは2009年に雑誌のインタビューで「曲線美人は望まれていない」とファッション業界が痩身モデルを重視する考えを支持した。
ぽっちゃりした女性を「やわらかい」「優しい」「包容力がある」 「おっとりしている」「おおらか」などとする定型化された安易なキャラクター付けに批判がある。また、そのイメージにふさわしい明るく可愛く振る舞う女性のみが受け入れられているだけであり、肥満への偏見は相変わらず残存したままであるとの指摘がある。
健康を重視する立場の人々からは、言葉を変えたところで肥満が不健康の象徴であることに変わりはないという批判がある。